# Coenonympha pamphilus
Coenonympha pamphilus, ninfa de Linneo, níspola, Linnaeus 1758 es una mariposa de la familia Nymphalidae, subfamilia Satyrinae.

## Apariencia

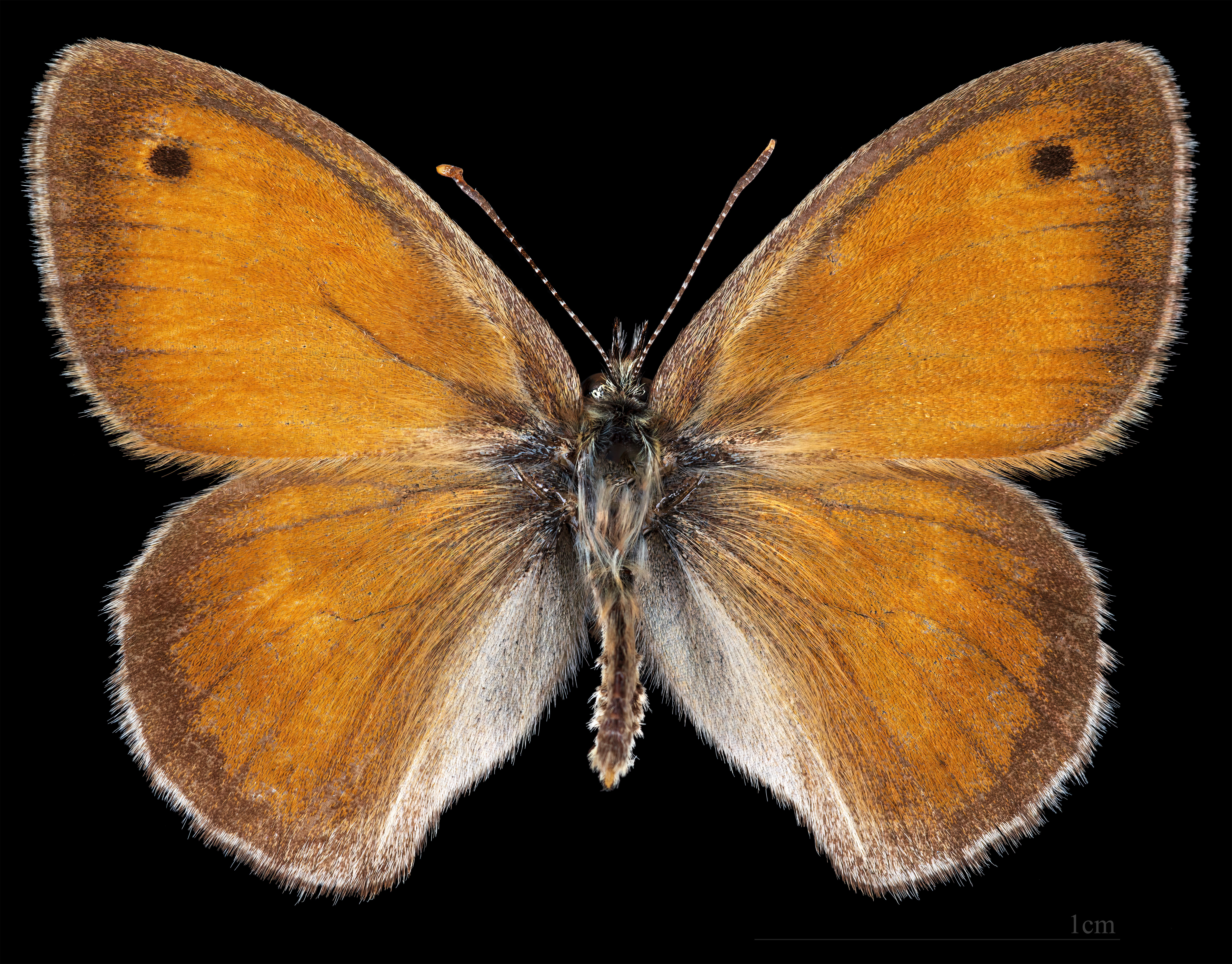
Coenonympha pamphilus ♂
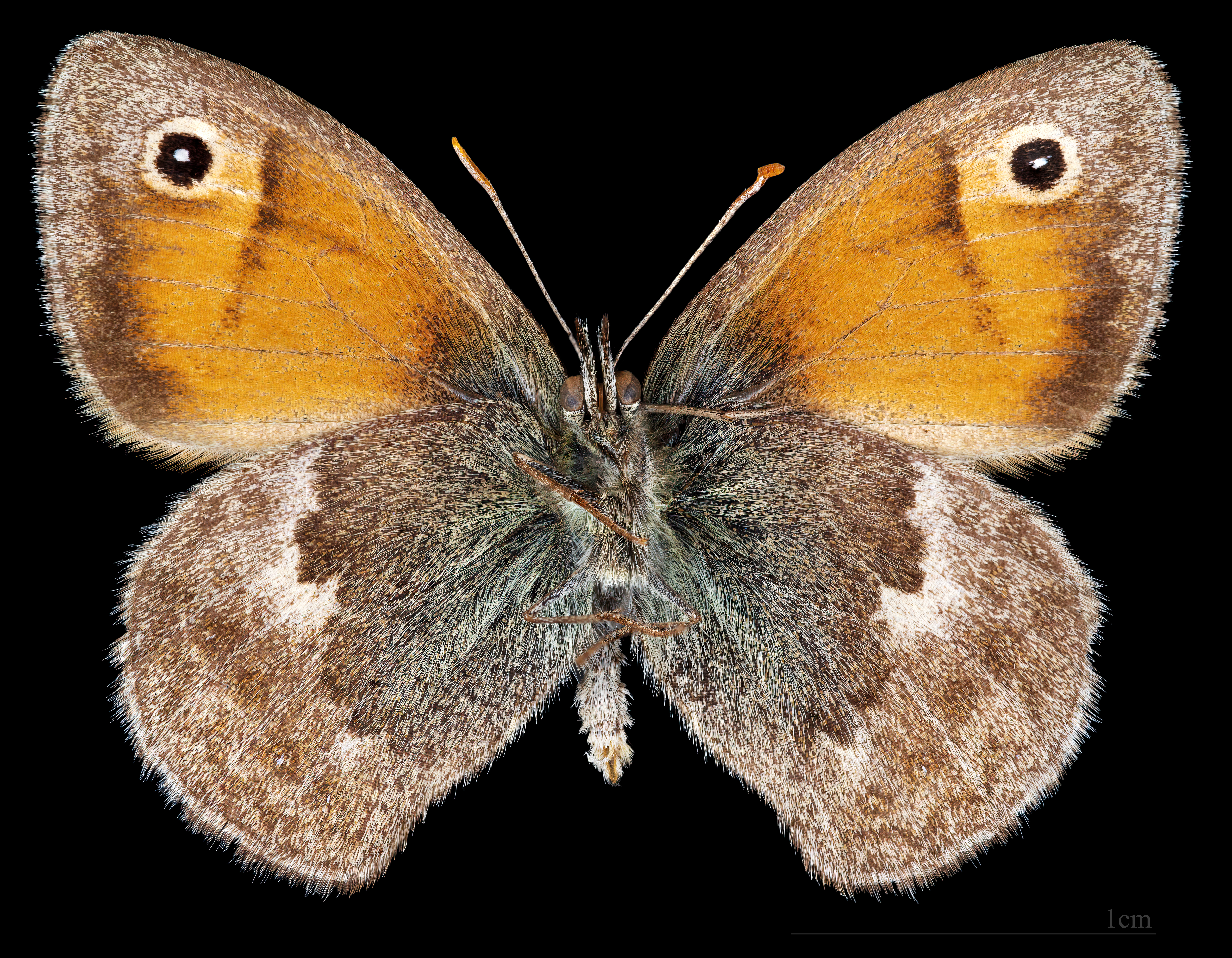
Coenonympha pamphilus ♂ △

## Distribución y características
Especie de amplia distribución que aparece en todo el Paleártico (Eurasia y Norte de África). En la península ibérica ocupa prácticamente toda sus áreas geográficas.
Puede ser encontrada en una amplia variedad de hábitats. Selecciona áreas más secas que otras especies de Coenonympha.
Presenta varias generaciones anuales, volando de febrero a noviembre en la península ibérica; en Gran Bretaña, por ejemplo de mayo a octubre. Las orugas, que se alimentan de distintas especies de gramíneas (Poa annua, Dactylis glomerata, Festuca rubra, Agrostis sp., etc), son verdes con líneas laterales blancas. La crisálida es verde. Dependiendo de la latitud de distribución pueden tener una sola generación anual (en el norte de Eurasia) o varias (en el sur). Inverna en forma de oruga. Los adultos o imagos se alimentan de varias fuentes de néctar, en especies de los géneros (entre otros): Rubus spp., Ranunculus spp., Succisa spp., Pulicaria spp., Stellaria spp., Anthyllis spp., etc.

## Estatus de conservación
En España es una especie no amenazada, pero por ejemplo en Reino Unido si está catalogada como “especie prioritaria”, ya que ha tenido un intenso declive poblacional por razones desconocidas.

## Subespecies[4]
- C. p. lyllus Esper, 1806
- C. p. marginata Heyne, 1894
- C. p. ferghana Stauder 1924
- C. p. nitidissima Verity 1924
- C. p. asiaemontium Verity 1924
- C. p. fulvolactea Verity 1926
- C. p. centralasiae Verity 1926
- C. p. infrarasa Verity 1926
- C. p. juldusica Verity 1926
- C. p. rhoumensis Harrison 1948[5]

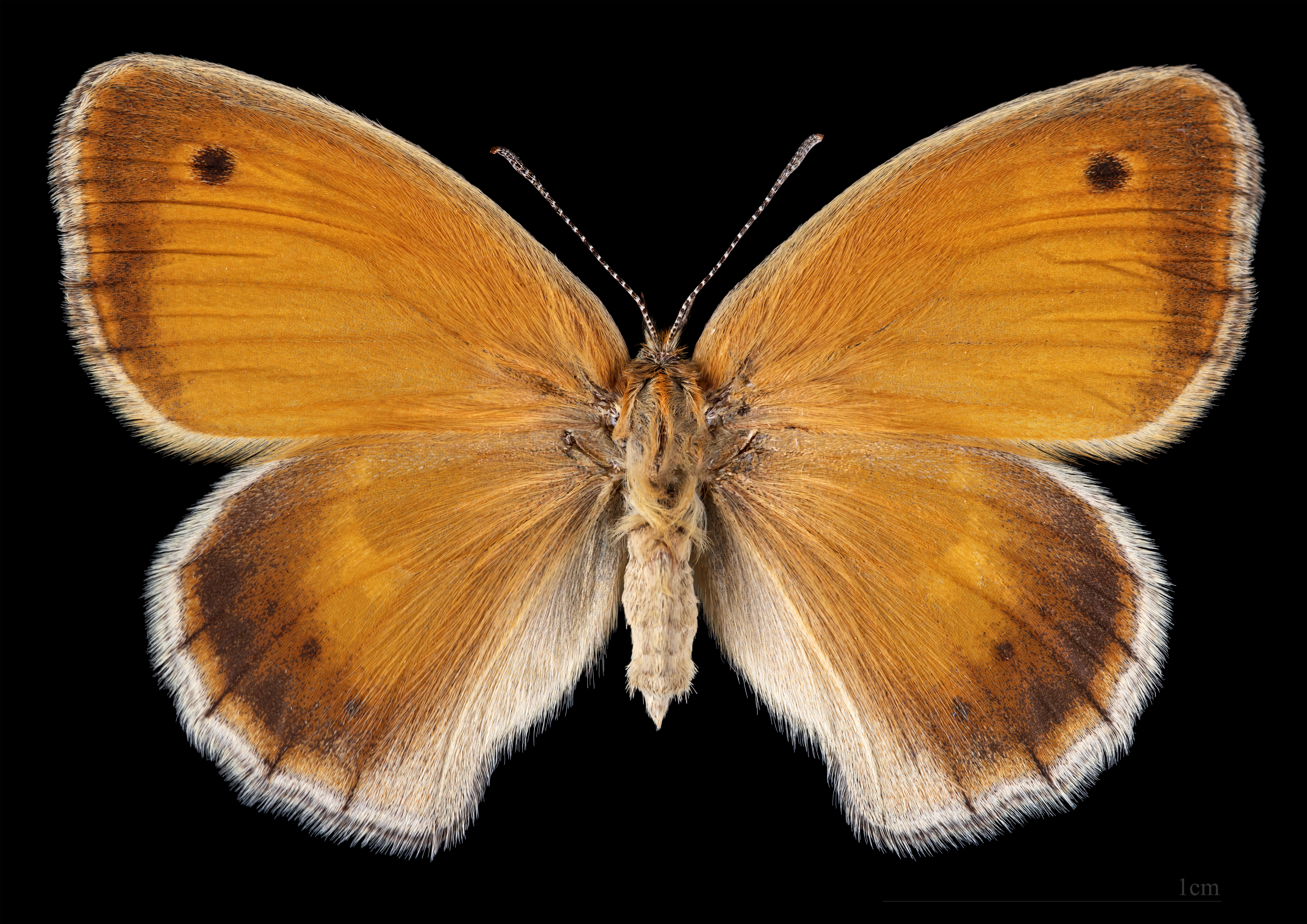
Coenonympha pamphilus marginata ♀
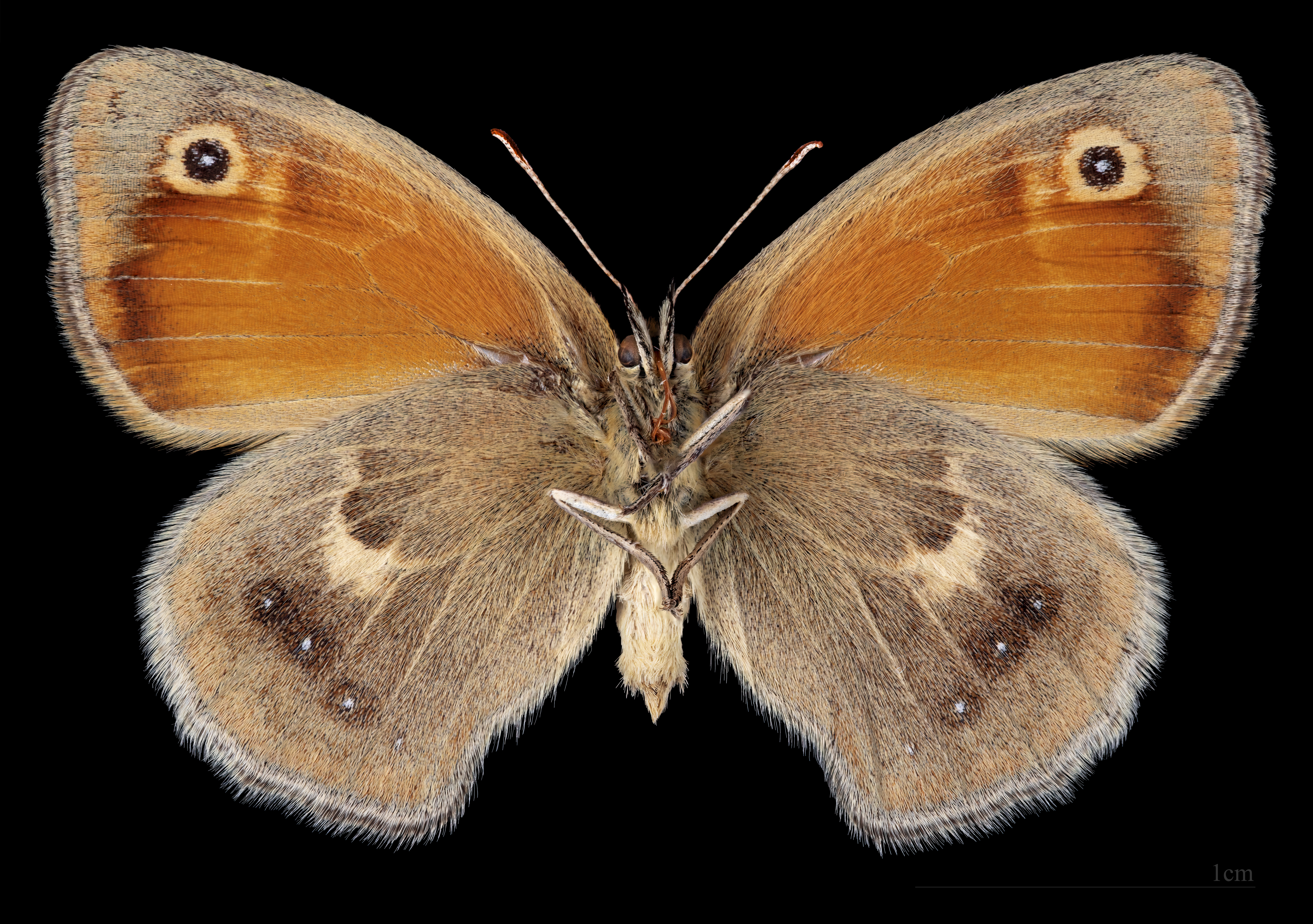
Coenonympha pamphilus marginata ♀ △